# Хейпойоки
Хейпойоки — река в России, протекает по территории Костомукшского городского округа и Боровского сельского поселения Калевальского района Республики Карелии Республики Карелии. Длина реки — 23 км.
Река берёт начало из ламбины без названия и далее течёт по заболоченной местности.
Река в общей сложности имеет восемь притоков суммарной длиной 16 км.
Втекает в реку Вонгозерку, впадающую в реку Ногеусйоки. Последняя впадает в озеро Нюк, из которого берёт начало река Растас, впадающая в реку Чирко-Кемь.
В среднем течении Хейпойоки пересекает трассу А137 («Кочкома — Костомукша»), а также линию железной дороги Ледмозеро — Костомукша — Кивиярви.
Населённые пункты на реке отсутствуют.
Код объекта в государственном водном реестре — 02020000912102000004058.

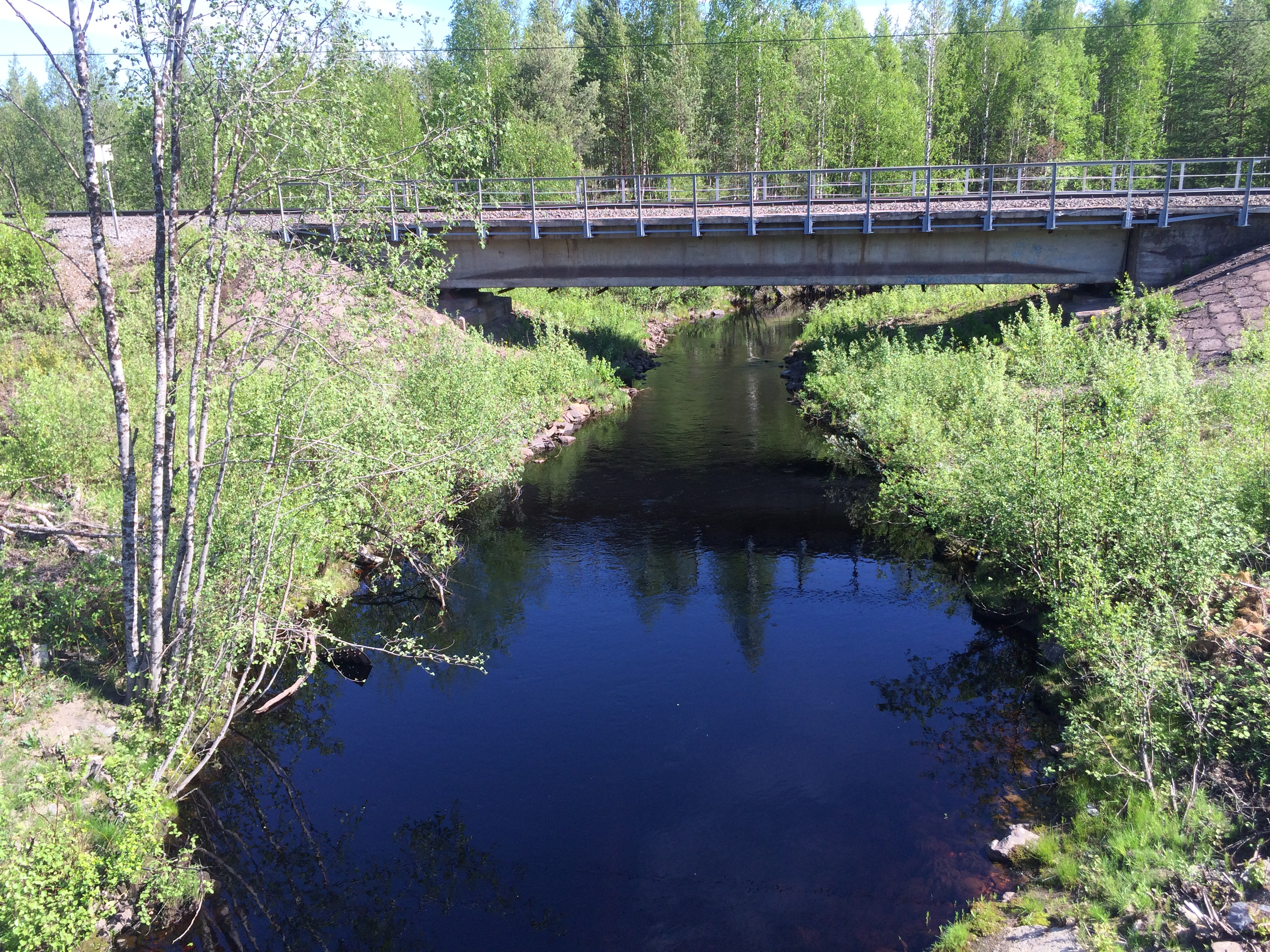
Вид против течения